# 狂野 (特洛伊·希文歌曲)
《狂野》（英語："Wild"）是澳洲歌手和词曲作家特洛伊·希文的一首歌曲，收录于他的第四张迷你专辑《音乐狂放》。歌曲由希文创作，而修正版本是与艾莉希亞·卡拉共同合作。歌曲于2015年9月4日以首发单曲与迷你专辑共同发行。其还收录于他的首张录音室专辑《藍色年少》。
这首歌曲在澳大利亞唱片業協會榜进入第16名，成为他在该榜单第二首前二十名的单曲，并在新西兰进入了前40名。歌曲的音乐录影带由蒂姆·馬蒂亞执导并以《蓝色年少》音乐录影带三部曲的一部分发行。三部曲包括〈狂野〉、〈爱情傻子〉和〈臣服我〉，并拍摄于新南威爾斯州克内尔的悉尼市郊。

## 艾莉希亞·卡拉重新发行版本
歌曲的新版于2016年6月23日重新发行，并由加拿大歌手和词曲作家艾莉希亞·卡拉伴唱。这个概念是希文在几个音乐活动遇见卡拉之后错产生的。他在现场电台秀翻唱了卡拉的热门单曲〈这里〉而她也对他的歌曲〈狂野〉翻唱版本作出回应。在电话信息的交流中，两个歌手开玩笑说那首会作为下一首发行歌曲。卡拉告诉希文她最喜欢的他的歌曲是〈狂野〉并在不久之后她创作了她的部分并在欧洲工作室录制她的声音。当她将这些发给希文，他回应道：「这很棒，我们必须将它发行。」

## 榜单成绩
个人版本
| 榜单（2015年）                           | 最高 排名 |
| ---------------------------------------- | --------- |
| 澳大利亚（澳大利亚唱片业协会單曲榜）     | 16        |
| 加拿大（Canadian Hot 100）               | 72        |
| 捷克（百強數位單曲榜）                   | 49        |
| 愛爾蘭（愛爾蘭唱片音樂協會单曲榜）       | 62        |
| 新西兰（新西兰唱片音乐协会单曲榜）       | 29        |
| 蘇格蘭（官方榜单公司單曲榜）             | 50        |
| 西班牙（西班牙音樂製作協會）             | 50        |
| 英國（官方榜单公司單曲榜）               | 62        |
| 美国（《告示牌》Bubbling Under Hot 100） | 4         |

艾莉希亞·卡拉伴唱重新发行版本
| 榜单（2016年）                           | 最高 排名 |
| ---------------------------------------- | --------- |
| 澳大利亚（澳大利亚唱片业协会單曲榜）     | 26        |
| 比利时佛兰德（Ultratip榜外單曲榜）       | 12        |
| 比利时瓦隆（Ultratip榜外單曲榜）         | 50        |
| 美国（《告示牌》Bubbling Under Hot 100） | 4         |
| 美國（《告示牌》Pop Airplay）            | 30        |

## 销量认证
| 地區                                                       | 认证 | 认证单位/销量 |
| ---------------------------------------------------------- | ---- | ------------- |
| 澳大利亚（澳大利亚唱片业协会）                             | 白金 | 70,000‡       |
| 美国（美國唱片業協會）                                     | 金   | 500,000‡      |
| *僅含認證的實際銷量 ^僅含認證的出貨量 ‡僅含認證的+實際銷量 |      |               |

## 电台和发行历史
| 国家 | 日期          | 版本              | 形式       | 厂牌    | 参考   |
| ---- | ------------- | ----------------- | ---------- | ------- | ------ |
| 澳洲 | 2015年9月4日  | 个人版本          | 数位下载   | 澳洲EMI | [ 19 ] |
| 美国 | 2016年6月23日 | 艾莉希亞·卡拉伴唱 | 数位下载   | 澳洲EMI | [ 1 ]  |
| 美国 | 2016年6月28日 | 艾莉希亞·卡拉伴唱 | 前40强电台 | 国会    | [ 20 ] |